# 0-3-0

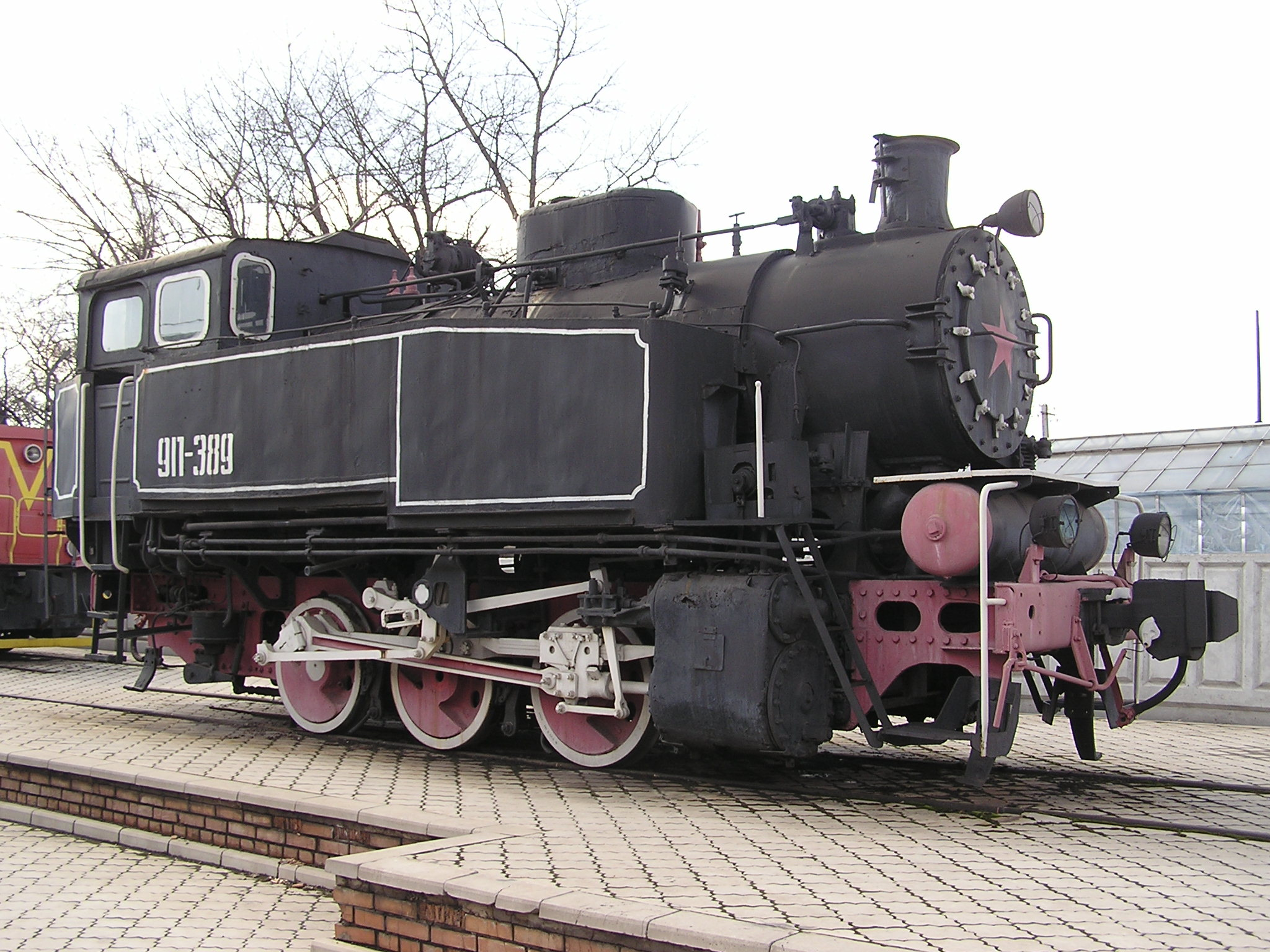
Танк-паровоз серії 9П тип 0-3-0

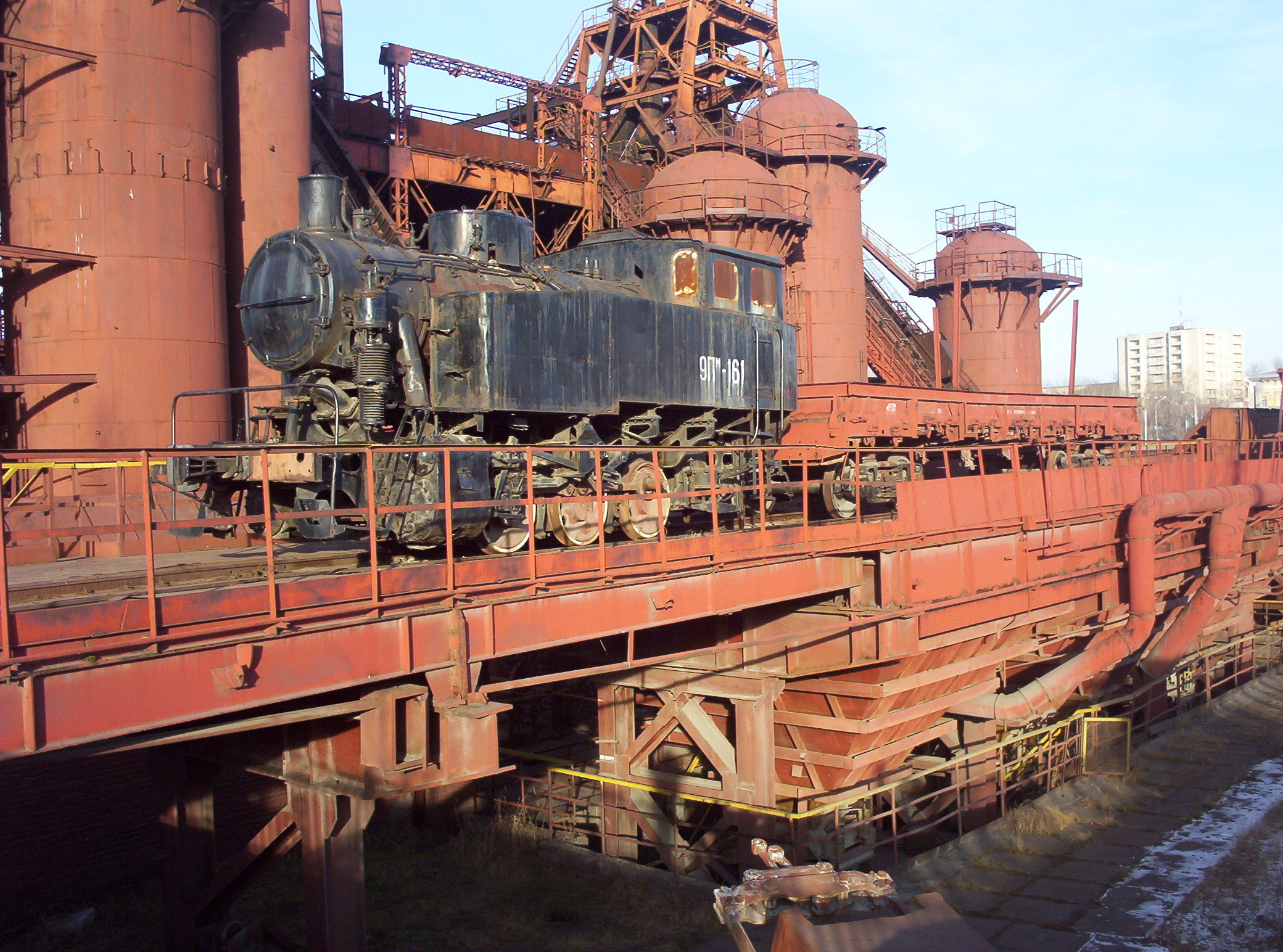
Танк-паровоз серії 9П^{м} тип 0-3-0

Тип 0-3-0 — паровоз з трьома рушійними осями в одній жорсткій рамі. В Росії такий тип паровозів вперше з'явився в березні 1845 року - такий тип мали перші вантажні паровози, виготовлені на Олександрівському заводі.
Інші варіанти запису:
- Американський — 0-6-0
- Французький — 030
- Німецький — С

## Види паровозів 0-3-0
Перші Російські вантажні паровози, згодом такий тип набув поширення серед танк-паровозів.